# Albert Constable
Albert Constable (* 3. Juni 1805 bei Charlestown, Cecil County, Maryland; † 18. September 1855 in Camden, New Jersey) war ein US-amerikanischer Politiker. Zwischen 1845 und 1847 vertrat er den Bundesstaat Maryland im US-Repräsentantenhaus.

## Werdegang
Albert Constable besuchte die öffentlichen Schulen seiner Heimat. Nach einem anschließenden Jurastudium und seiner 1829 erfolgten Zulassung als Rechtsanwalt begann er in Bel Air in diesem Beruf zu arbeiten. Später zog er zunächst nach Baltimore und dann nach Perryville. Gleichzeitig schlug er als Mitglied der Demokratischen Partei eine politische Laufbahn ein.
Bei den Kongresswahlen des Jahres 1844 wurde Constable im fünften Wahlbezirk von Maryland in das US-Repräsentantenhaus in Washington, D.C. gewählt, wo er am 4. März 1845 sein neues Mandat antrat. Bis zum 3. März 1847 konnte er eine Legislaturperiode im Kongress absolvieren, die von den Ereignissen des Mexikanisch-Amerikanischen Krieges geprägt war. Ab 1851 war Constable in Maryland als Bezirksrichter tätig. Er starb am 18. September 1855 in Camden.